# Swallow Dive
「Swallow Dive」（スワロウ・ダイブ）は降谷建志の配信シングルである。2015年3月16日から配信された。

## 解説
1997年デビュー以降、Dragon Ashのフロントマンとして活動していたKjこと降谷建志の初のソロ作品。楽器は全て本人が演奏している。ミュージック・ビデオは神山健治が担当。今回のコラボレーションは降谷が神山作品の大ファンであることから実現。劇中で展開される物語のカギを握る鳥の形をしたラジコンは、西尾鉄也がオリジナルデザインを担当。